# Erwin Reinholz
Erwin Reinholz (* 12. Oktober 1923 in Vehlefanz; † 7. Januar 2005) war ein deutscher Politiker (SPD) und Mitglied des Niedersächsischen Landtages.

## Leben
Nach dem Besuch der Volksschule absolvierte Erwin Reinholz eine Ausbildung als Modelltischler, der er eine berufliche Ausbildung in den Hennigsdorfer Mitteldeutschen Stahl- und Walzwerken anschloss. Im Zweiten Weltkrieg diente er in den Jahren 1942 bis 1945 in der Luftwaffe als Soldat, bis er gegen Kriegsende schwer verwundet in englische Kriegsgefangenschaft geriet. Die folgenden vier Jahre verbrachte er in einem Lazarett in Bad Pyrmont. Er schulte in den Niedersächsischen Versehrten-Berufsschulen auf Bau- und Möbeltischler um und arbeitete bis 1956 in diesem Beruf. Danach besuchte in Frankfurt (Main) die gewerkschaftliche Akademie der Arbeit und wurde ab 1958 beim Deutschen Gewerkschaftsbund hauptberuflich tätig. Im DGB-Kreis Peine übernahm er im Dezember 1959 den geschäftsführenden Vorsitz, er trat der Gewerkschaft Holz bei und wurde Kreisvorsitzender des DGB. Im SPD-Unterbezirk Peine übernahm er den Vorsitz, ebenso in der Allgemeinen Ortskrankenkasse Peine und der gewerkschaftlichen Bildungseinrichtung Arbeit und Leben.
Vom 20. Mai 1963 bis 20. Juni 1982 war er Mitglied des Niedersächsischen Landtages (5. bis 9. Wahlperiode), zudem übernahm er vom 28. September 1978 bis 20. Juni 1982 den Vorsitz des Unterausschusses Grubensicherheit im Ausschuss für Wirtschaft und Verkehr.
Reinholz war verheiratet und hatte vier Kinder.